# جورج بنجامين (سياسي)
جورج بنجامين هو سياسي كندي، ولد في 15 أبريل 1799، وتوفي في 7 سبتمبر 1864.